# Ester Sundin
Ester Sundin, född 1884 i Göteborg, död 1960, var en svensk missionär som var verksam inom Lapplandsmissionen. Mellan 1914 och 1954 var hon missionär – bibelkvinna – för Lärarinnornas missionsförening. I 40 år bland nybyggare och samer i Lappland nedtecknade hon minnesbilder från missionen i självbiografisk form.